# Axel Staaf
Carl Axel Staaf, född 6 juli 1802 i Gillberga socken, Värmland, död 11 mars 1891 i Vadstena, var en svensk kapten, godsägare, tecknare och akvarellmålare.
Han var son till löjtnanten Axel Fredrik Staaf och Magdalena Fredrika Ström och från 1836 gift med Henrika Charlotta Zidén (född Geijer) samt bror till Christian Staaf. Han blev furir vid Svea artilleriregemente 1814, sergeant vid Göta artilleriregemente 1817 samt slutligen kapten 1833. Han tog avsked 1837 och slog sig ner som godsägare på herrgården Körtingsberg i Närke men flyttade senare till Staflösa vid Vadstena. Liksom sin bror var han verksam som tecknare och hade på 1810-talet fått en viss vägledning av Emanuel Sundelius Edelhjerta. Han var representerad i utställningen Wermelandia antiqua som visades på Värmlands museum 1962. Staaf är representerad med en lavering av exercis på Ladugårdsgärde från 1830-talet på Kungliga armémuseum.